# Traité de Bénévent
Le traité de Bénévent est un important traité conclu en 1156 entre la papauté d'Adrien IV et le royaume normand de Sicile. Après les années de relations turbulentes, les papes se résignèrent finalement à conclure la paix avec les rois de la dynastie de Hauteville.

## Historique
En 1156, les événements semblaient conspirer pour laisser le pape seul face aux Normands. L'armée de Frédéric Barberousse était revenue en Allemagne et les rebelles contre l'autorité du roi en Apulie, comme Robert II de Capoue ou Richard II d'Aquila, s'étaient réconciliés avec lui ou avaient été emprisonnés. En somme le pape n'avait aucun soutien pour continuer les hostilités. Il fut de plus chassé de Rome par le peuple et résidait à Bénévent, qui était territoire pontifical depuis plus d'un siècle. L'armée sicilienne s'en approcha et le pape fut réduit à composition.
Le chancelier du pape, Roland de Sienne, futur pape Alexandre III, et le noble romain Oddone Frangipane furent envoyés pour négocier. Guillaume de Tyr laisse entendre que la ville fut assiégée, mais des témoins oculaires le contredisent. Le roi Guillaume Ier de Sicile envoya son propre ammiratus ammiratorum, Maion de Bari, avec ses deux ecclésiastiques primatiaux, Hugues de Palerme et Romuald de Salerne. Étant en position de force, les envoyés siciliens purent conclure l'affaire le 18 juin avec le traité de Bénévent.
L'un des principaux auteurs du traité tel qu'il fut établi était un jeune notaire appelé Matthieu d'Ajello, qui devait acquérir une grande renommée en Sicile. La royauté de Guillaume fut reconnue sur toute la Sicile, l'Apulie, la Calabre et la Campanie, aussi bien que sur Capoue, les villes côtières d'Amalfi, de Naples et de Gaète, et les territoires nouvellement conquis en Italie Centrale : les Marches et les Abruzzes, que Roger et Alphonse, les frères aînés de Guillaume, avaient revendiqués auparavant. Le tribut d'hommage au pape de 600 schifati concédés par Roger II en 1139 à Mignano fut réaffirmé et 400 schifati supplémentaires furent ajoutés pour les nouveaux territoires.
Le droit du pape d'envoyer des légats dans la partie péninsulaire du royaume fut reconnu, mais le même droit du roi en Sicile fut affirmé et le pape dut renoncer à un grand nombre de droits qu'il revendiquait sur l'île. Dans l'église de San Marciano, Guillaume fut investi par le pape d'abord de la Sicile, puis de l'Apulie et enfin de Capoue. Il reçut le baiser de paix et remit au pape des présents en or et en argent.
Le manuscrit original du traité est conservé aux Archives secrètes du Vatican.

## Sources
- (en) Cet article est partiellement ou en totalité issu de l’article de Wikipédia en anglais intitulé « Treaty of Benevento » (voir la liste des auteurs).